# ファルフル
ファルフルはパレスチナのハマース系のテレビ局アル＝アクサー・テレビの子供番組「明日の開拓者」（放送期間：2007年4月13日-6月29日）に登場したネズミのキャラクター。名前はアラビア語でネズミを意味する単語ファアル（fi'r فار）に由来する。いとこにミツバチのナフールがいる。

## 外見
体の色は黒いが顔の部分だけ肌色をしており、丸い頭部に大きな丸い耳、大きな目、丸く黒い鼻と大きな口があるが髭はない。これらの身体的特徴や服装はディズニーのキャラクターであるミッキーマウスに酷似している。

## ファルフルの活躍
「明日の開拓者」のメインキャラクターであるファルフルは同番組内でスカーフを被った少女とともに、エルサレムの解放やシオニストに対する抵抗などを子供たちに呼びかけるなど過激な発言をくりかえした。
これに対しイスラエル首相府は子供に自爆テロをさせる雰囲気をつくるものだとして抗議した。5月9日にパレスチナ自治政府のバルグーティ情報相も子供番組で政治的メッセージを放送するのは間違いだとして放送中止を命令した。このことでファルフルの存在が国外のメディアにも知られ、ほぼ同時期に起こった北京市石景山遊楽園の偽ミッキー騒動と合わせる形で報道された。
その後アルアクサ側は番組のスタイルの変更などの対応をするとしたがさしたる改善が見られることはなかった。同年6月29日に放送された同番組の最終回で、ファルフルは土地を買収に来たイスラエル当局者に扮した役者に抵抗しようとして撲殺されてしまった。共演の少女はファルフルの死を殉教であるとして讃えた。
同年7月にファルフルのいとこという設定のナフールというミツバチがアル＝アクサーテレビの子供番組に登場し、ファルフルの殉教に報い聖戦を訴えた。